# Chan (władca)
Chan (tur. khān, skrócona forma od khāqān „władca”) tytuł władcy państwa (chanatu) w dawnych krajach Azji Środkowej i Europy Wschodniej.  Żona lub córka chana to chanum.
Chanami są obecnie nazwani również władcy Bułgarii, począwszy od Asparucha (681–701) aż do Borysa I (852–889).
Białymi chanami nazywani byli królowie z dynastii Jagiellonów. Podkreślano w ten sposób ich suwerenność i potęgę. Wśród ludów tureckich (turkijskich) kolor biały to symbol niezależności, natomiast czarny – podległości.
Ponadto, w muzułmańskich krajach Azji Środkowej, w Afganistanie i in., jako tytuł podawany po nazwisku oznacza wysokie urodzenie lub jest wyrazem szacunku.